# ピーテル・デ・ホーホ

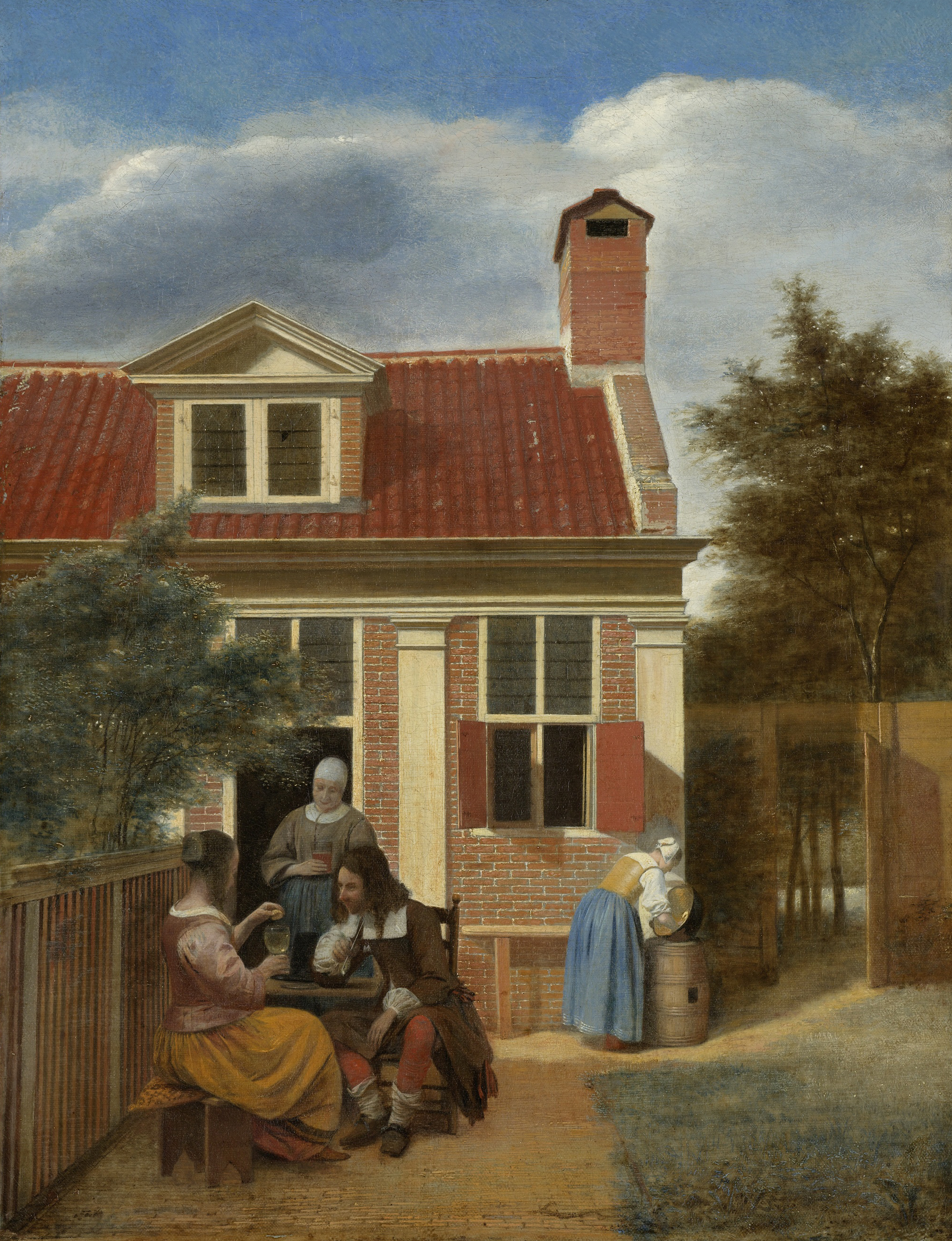
デ・ホーホ画『家の裏庭にいる三人の女と一人の男』(1663-65頃) アムステルダム国立美術館

ピーテル・デ・ホーホ（Pieter de Hooch、HooghないしHoogheとも、1629年12月20日(洗礼日) - 1684年3月24日(埋葬日)）は、17世紀のオランダの画家。オランダ全盛時代（「黄金時代」）の風俗画家の一人に数えられ、とくにデルフト時代の風俗画はデルフト派の絵画として高く評価されている。ヨハネス・フェルメールとほぼ同時代を過ごし、フェルメールの作品にも影響を与えていることでも知られる。

## ピーテル・デ・ホーホの生涯

### 父、母、誕生
デ・ホーホは、1629年12月20日にロッテルダムの改革派教会で幼児洗礼を受けた。彼の父親は、ヘンドリック・ヘンリッツ・デ・ホーホ(Hendrick Henricksz de Hooch)でレンガ職人であった。母親はアンネティエ・ピーテルス(Annetge Pieters)といい、助産婦であった。両親はロッテルダムで1629年1月19日に結婚して、ピーテルは、5人兄弟の長男で、この夫婦の子供で1657年以降も生き残った唯一の子供でもあった。
デ・ホーホの若い頃のことについてはほとんど知られていないが、労働者階級の家庭で養われたということについては間違いない。父親のヘンドリックはレンガ職人として1641年と1644年の記録に載っており、1661年にはレンガ職人の棟梁として記録に残っている。レンガ職人たちのギルド（組合）から熟練工として加わっていてほしいとの意向があったからだった。ヘンドリックの名声は見習い工時代から認められていて熟練工の試験に合格している。妻が亡くなるとヘンドリックは再婚してロッテルダムの銀貨1700枚（1700ギルダー）の家をわずか300枚で購入することができた。ヘンドリックは1663年にその家を売り払い、3番目の妻といっしょにミッテルベルグへ引っ越した。

### 修行と最初のパトロンとの出会い
ピーテル・デ・ホーホが風景画家ニコラース・ベルヘムに師事していて、ロッテルダム出身の画家仲間であるヤーコプ・オフテルフェルトと一緒に学んでいたことがわかっている。おそらくイタリア流の風景画家であるベルヘムの教えを受けた場所はハールレムであったと考えられる。デ・ホーホがデルフトの住人として現れるのは1652年8月で、この時期にデ・ホーホはもっとも親しい画家仲間であるとともに義弟でもあったヘンドリック・ファン・デル・ボルフといっしょに文書に署名している。
このとき、デ・ホーホは、家賃と食費を得るためにリネン商のユストゥス・デ・ラ・フラン (Justus de la Grange) へ絵を譲渡する約束をしている。デ・ホーホの最初のパトロンの一人であるデ・ラ・フランは、1655年時点で、デ・ホーホの絵を11枚持っていたことが記録でわかっている。デ・ホーホとデ・ラ・フランの関係はよくわかっていないが、商売上の取引相手であったと思われる。デ・ホーホが彼の作品の一部ないしすべてと引き換えに生計かそれに類する収益を契約書をかわすことによって得ていた可能性がある。しかし後述するように両者の関係は長くは続かなかった。デ・ホーホとも親しかった建築画家で知られるエマヌエル・デ・ウィッテなどはパトロンの趣味に従って仕事をしていた。またヘラルド・ダウやフランス・ファン・ミーリスなどのいわゆるライデン緻密派 (Leidse fijn-schilders) は王侯のようなパトロンの援助を得てきたが、それとは異なり絵を評価してくれる富裕なパトロンから完成度の高い絵画やそのような絵画を描いてもらう優先権としての年俸を受けるというものであった。デ・ホーホが、ヨハネス・フェルメールがピーテル・クラースゾーン・ファン・ライフェンにしたように長期間にわたって特定のパトロンのために作品を製作してきたと思われる証拠はない。ライフェンの1655年8月28日に作成された目録には66点の絵の名前が記載され、そのうち11点がデ・ホーホの絵であった。1655年9月20日にデ・ホーホは、聖ルカ組合に加盟し、フェルメールなどと親密なつきあいがはじまった。デ・ラ・フランは、51000ギルダーという大金とデルフトとレイデンのいくつかの地所、ハーグの周辺やノルドウィック郊外の荘園という桁外れに大きな財産を受け継いだにもかかわらず、リネン商としての取引事業に失敗したのみならず1654年には21000ギルダーももうけていたDe Witte Eenhoornと呼ばれた醸造所の経営にも失敗した。デ・ラ・フランは、1656年にすべての財産を売り払って北米のニューネーデルランドのフィラデルフィアの近くにあるTinicum島に引っ越した。法廷闘争は長引き彼が死んだ後、彼の家族は財産をすべて失った。

### 結婚、聖ルカ組合への加盟、デルフト時代
一方で、1654年4月にデ・ホーホは、彼の父親の家があったロッテルダムのLamberstaatに住んでいたことが記録に残っている。そのときデ・ホーホは自分の生まれた街であるロッテルダムとデルフトにデルフトのビンネンワーテルスロート (Binnenwatersloot) に住むヤンニヒエ・ファン・デル・ボルフ (Jannetege von der Burch) との結婚の成否を問う布告を掲げていた。ヤンニヒエ・ファン・デル・ボルフが幼児洗礼を受けた記録は発見されていないが、かってはヘンドリック・ファン・デル・ボルフの娘と間違われていた。ヤンニヒエの父親はろうそく作りでビンネンワーテルスロートに家を持っていたヘンドリック・ファン・デル・ボルフの父親でもあるロフスである可能性がある。ヘンドリックと彼の家族はさまざまな古文書の記録からヤンニヒエとデ・ホーホを結びつける役割を果たしてきたことが分かっている。ヘンドリック・ファン・デル・ボルフとピーテル・デ・ホーホはデルフトで1652年、1654年、1655年に一緒に公文書に署名している。結婚に先立って1653年にデ・ホーホとヤンニヒエはライデンに旅行しており、ヘンドリックの義兄弟であるバレンツ・ガスト (Barents Gast) の子供の幼児洗礼の立会人になっている。またデ・ホーホは1656年にライデンにひとりで戻りファン・デル・ボルフの最初の子供の幼児洗礼に立ち会っている。
デ・ホーホは1655年9月20日に画家たちのギルドである聖ルカ組合に加盟しデルフト市外の画家が払うべき12ギルダーのうち3ギルダーを支払った。フェルメールや他の画家たちの証言によればこのように分割払いする例はめずらしくはなかった。デ・ホーホは1656年と1657年にも追加して支払ったが、ついに全ての加入費を払いきることはなかった。デ・ホーホの絵のなかで日付のある最も古い絵は1658年の6点である。1657年から1660年にかけてデ・ホーホの最も優れた作品が生まれたが、生活についての公式な記録がない。デ・ホーホの生活について公式な記録が再び出てくるのは1661年4月のアムステルダムで行われた娘のDiewertjeの幼児洗礼の記録である。1658年の作品はデルフトの二つの中庭の風景が描かれ、1660年代と思われるデルフトの旧市街の壁を描いたと考えられる作品はロンドンのナショナル・ギャラリーにある。このことは少なくとも1660年頃まではデルフトにいたことを示す。

### アムステルダム時代と晩年
いつ頃のことか正確な日付はわからないものの、デ・ホーホは急速に発展するアムステルダム郊外の新市街に引っ越したと考えられる。そのときヤンニヒエ・デ・ホーホは1660年4月にアムステルダムの西教会(Westerkerk)で行われたヘンドリック・ファン・デル・ボルフの息子の幼児洗礼に立ち会っている。ピーテル・デ・ホーホは1663年5月にデルフトに旅行している。アムステルダムにある1663年6月と1665年3月のデ・ホーホの子供たちの墓碑銘は、デ・ホーホがそれぞれレフリールスパッド(Reglierspad)の路地とエンゲルスパッド(Engelspad)の路地に住んでいたことがあったことを示す。そのような路地裏の小径はアムステルダムの旧市街の壁の外側にあってデ・ホーホが最も貧しい住民として暮らしていたことの証左になっている。デ・ホーホの貧しい暮らしにもかかわらず1663年に裕福な家族の描写をしている。デ・ホーホの絵の主題はアムステルダムに引っ越して以来上流階級の生活を描いた上品なものが増えてくる。
1668年にデ・ホーホはLauriergrachetのコネイネンストラート通り(Konijnenstaat)に引っ越している。そこで少なくとも2年間は過ごしたと思われる。デ・ホーホの後援者の大部分は中流か中流階級の上層の商人たちであったと思われる。1670年にデ・ホーホは裕福なヤコット・ホッペサック(Jacott-Hoppesack)家の肖像画を描いている。1674年には収税記録を免れるほど貧しい生活を送っていた。1670年にアムステルダムの公証人で未亡人のアドリアナ・ファン・ヒュースデンがエマヌエル・デ・ウィッテに対し訴訟を起こしたが、デ・ホーホがウィッテの画風を習得しているのみならず、両者がそれぞれデルフトからアムステルダムに引っ越してからもお互いの絵の様式が関連していることからも個人的なつながりがあったことがうかがわれる。アルノルト・ホウブラーケンはデ・ウィッテのために裁判の差し戻しを求める陳述を行った。一連の契約書はウィッテが自殺したために無効になった。デ・ホーホが1672年に七人の子供たちに最後の幼児洗礼を受けさせたあとは彼が亡くなる1684年まで記録がない。1684年3月24日の日付でアムステルダムの聖アントニウス(Anthonis)教会の教会墓地にあるデ・ホーホの墓碑銘には精神病院と刻まれている。学者のピーター・C・サットンはデ・ホーホが精神的に狂って施設に入った状況については何もわからないが、デ・ホーホの家族には彼の最後を看取ることのできる経済的な余裕すらなかったのではないかと述べている。

## ピーテル・デ・ホーホの画風

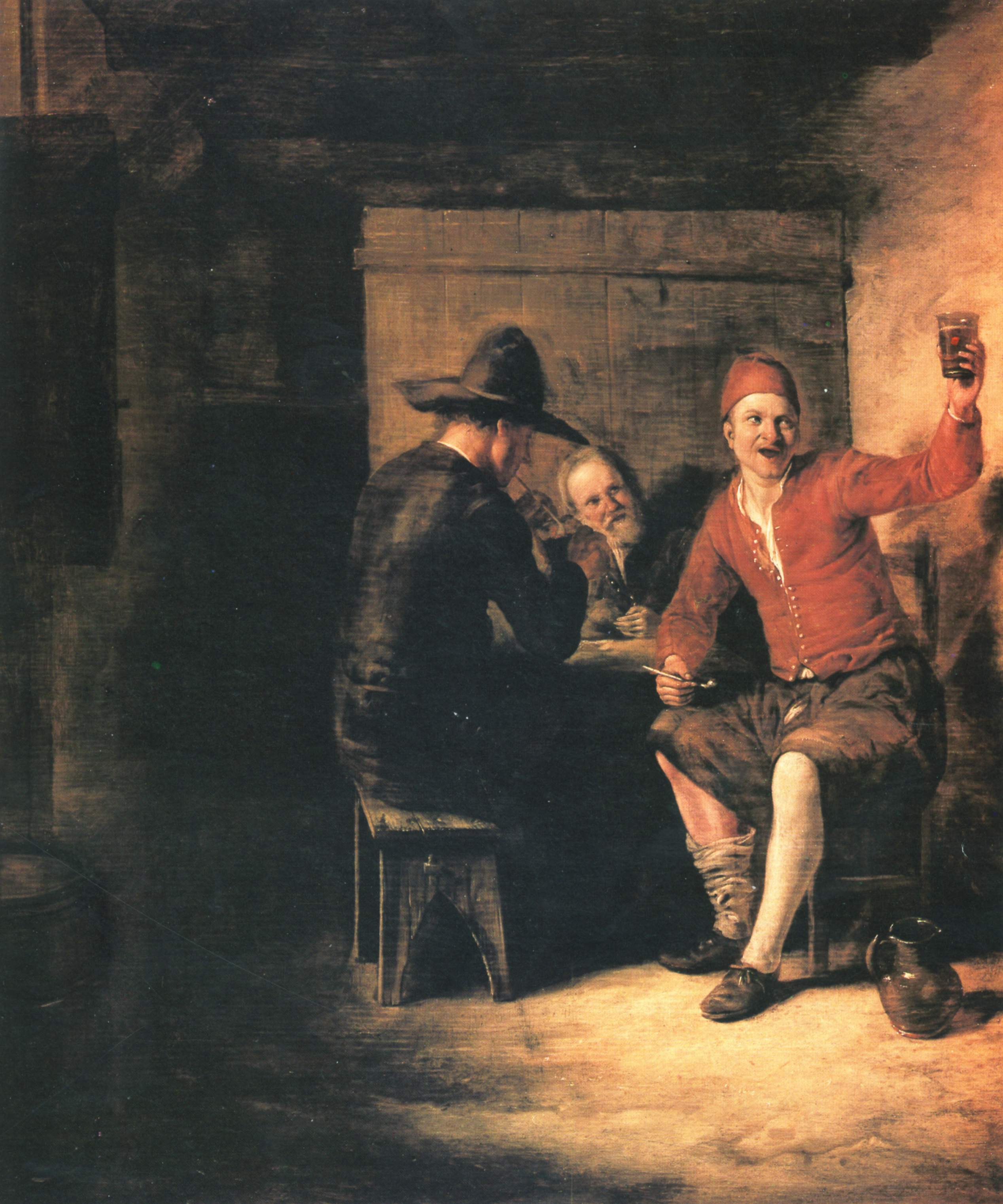
The Merry Drinker（陽気な酔っ払い） 絵画館（ベルリン）, 1650年頃）。初期のアドリアーン・ブラウエル風の絵である。

ピーテル・デ・ホーホの初期の画風と素材は、非番に賭け事や酒、タバコを楽しむ兵士たちや女中とのからみのようなもので、またアドリアン・ブラウエルをイメージさせるような人物の表情に重点が置かれ背景をぼやかすような画風であった。それが1656年から57年頃から急激に変化する。透視画法（遠近法）を用いた室内空間に人物を配置したような絵に変化していった。学者の小林頼子は1656年から57年頃はおそらくデ・ホーホがサミュエル・ファン・ホーホストラーテンやフェルメールと出会った時期でそのことと関係があるのではないかと推測する。
フェルメールの『兵士と笑う娘』はデ・ホーホの『カード遊びをする二人の兵士とパイプを詰める女』と構図がよく似ている。デ・ホーホはテーブルの右側に座った男の額の少し前方に消失点を設定し、窓を手前よりやや奥の位置から画面の端で途切れるようにして、奥の壁に近い位置にある窓との大きさに違いが目立たないようにしている。また、正面奥にある壁と床面の交わる線が画面全体からみてあまり高くない場所にして、左後方の奥行きを暖炉と立った女性を描き込むことによってバランスのとれた空間の後退を表現している。ロンドンのナショナル・ギャラリーにある『二人の士官と女』はフェルメールの『紳士とワインを飲む女』を想起させる。『紳士とワインを飲む女』はフェルメールが左に偏って消失点をとりすぎたために手前左の窓が大きくなり、床面のタイルがなんとなくゆがんで奥の壁際で極端に小さくなってしまっているが、デ・ホーホの方はバランスのとれた画面構成となっている。

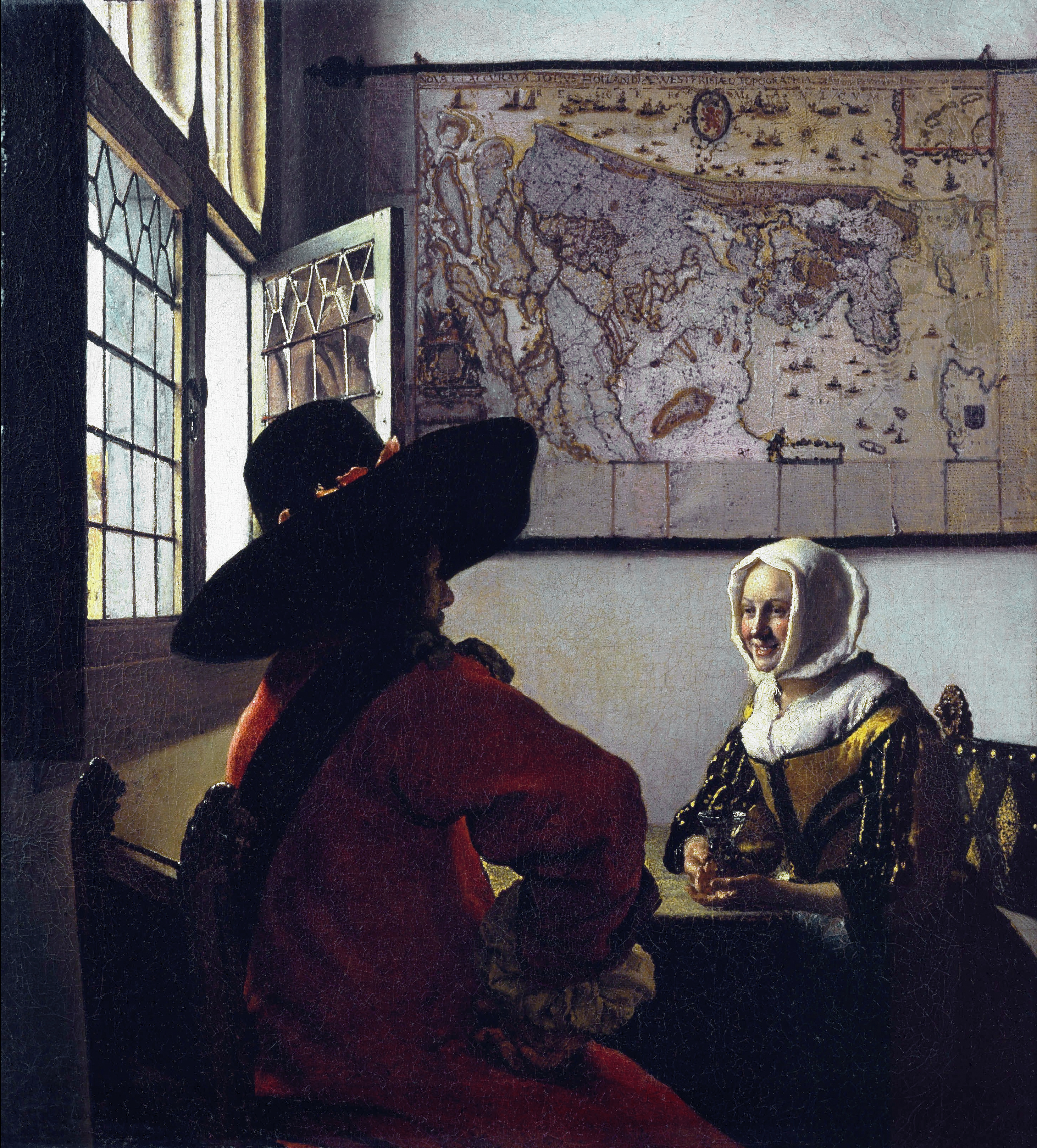
フェルメール『兵士と笑う娘』 (ニューヨーク, フリック・コレクション) (1657-1659)
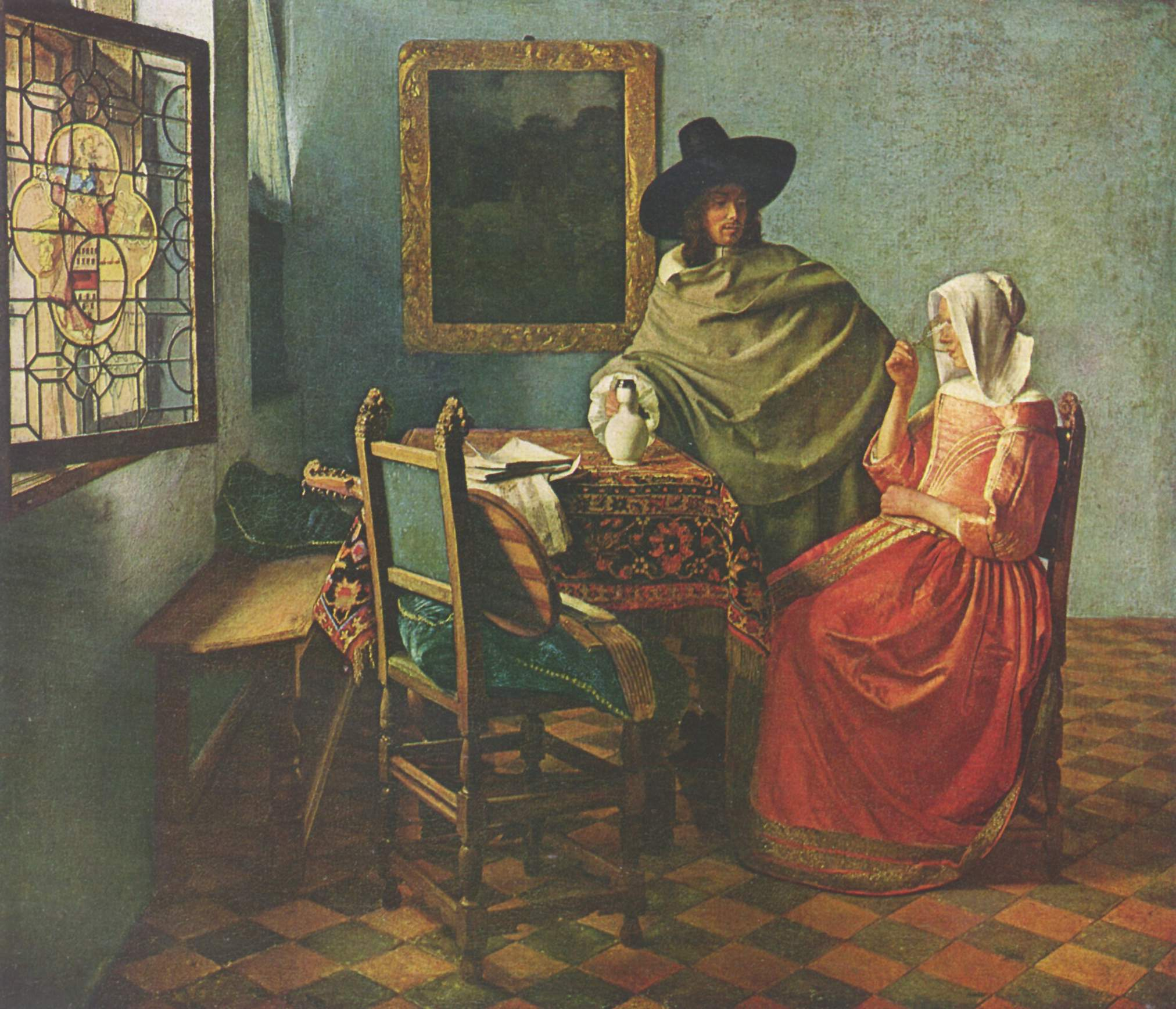
フェルメール『紳士とワインを飲む女』（1658-1661年頃）
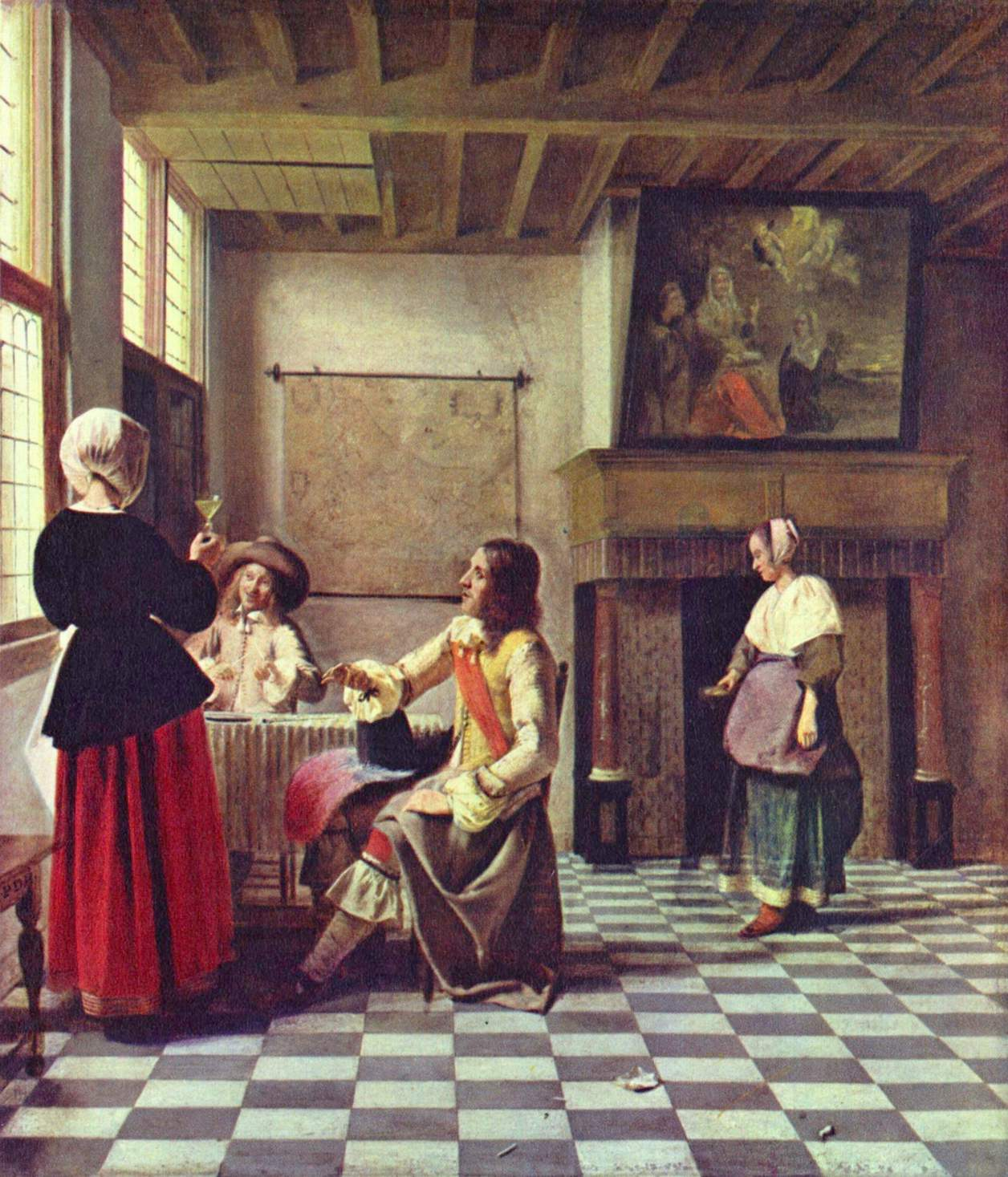
『二人の男と飲む女』 (ロンドン・ナショナル・ギャラリー, 1658頃)
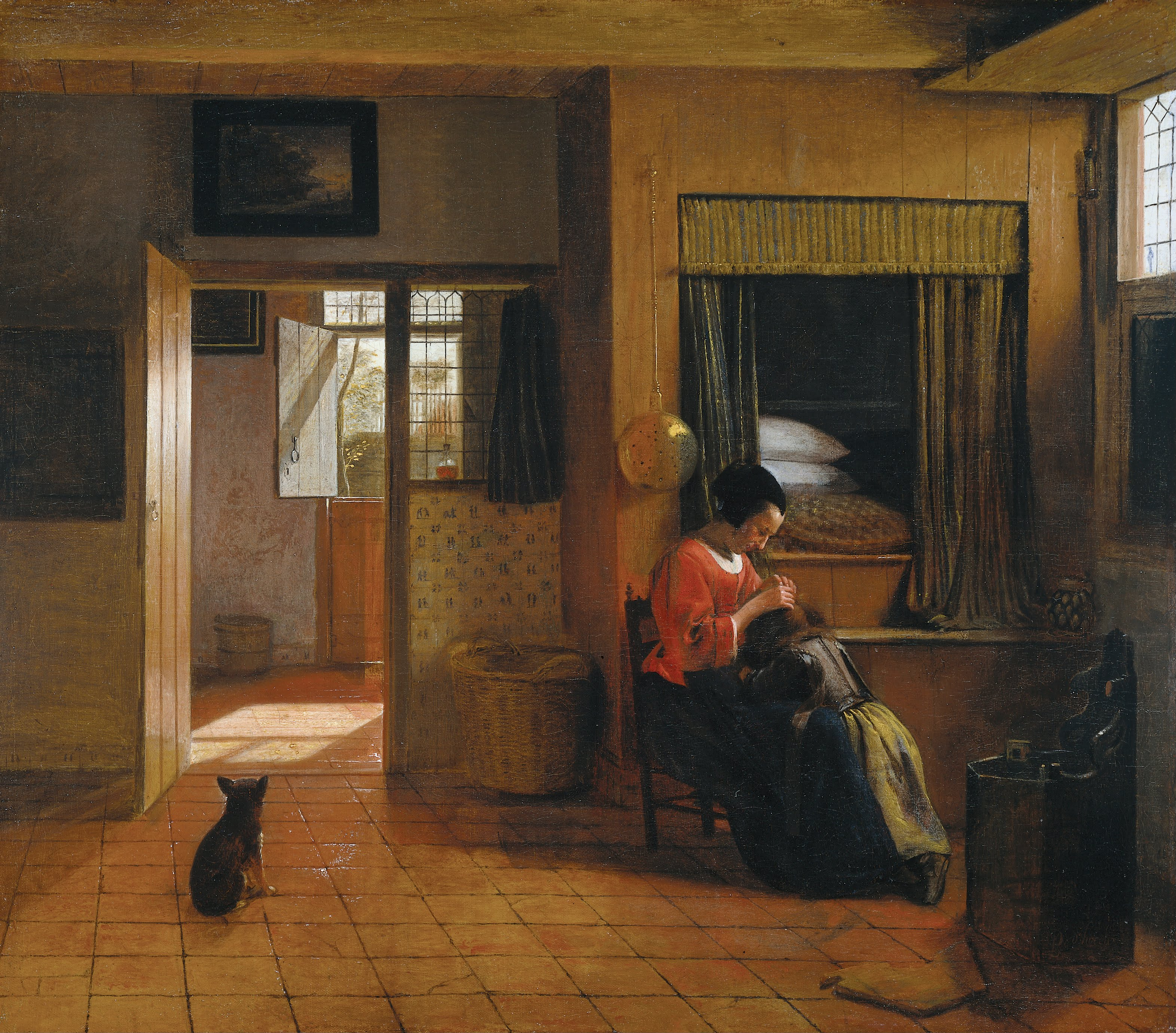
『母親の義務-母の膝にあたまを預ける子供』（アムステルダム国立美術館, 1658-60年頃）

また、フェルメールの『兵士と笑う娘』はロンドンのナショナル・ギャラリーにあるデ・ホーホの『二人の男と飲む女』に用いられた部屋と酷似している。正面奥の壁には北を左側に横倒しにしたオランダ（ネーデルランド）の地図があり、デ・ホーホが後ろ向きに立った女性を描いた位置にフェルメールはつばの広い帽子をかぶった軍人と思しき人物を座らせ、デ・ホーホが二人のとぼけたような表情の兵士を描いた間くらいの位置に若い娘を座らせた。デ・ホーホは好んで正面左から射す光のモチーフを描いたが、『母親の義務-母の膝にあたまを預ける子供』（1658年頃）のように右手から射す光を用いた絵を描いたこともある。デ・ホーホが描いた『オウムと男女』（1668年）もフェルメールの『恋文』（1669 - 70年頃）に応用され、両方とも手前の部分を暗くし奥の部屋はよく似たカーテンが一部さえぎるように描かれている。デ・ホーホの場合は男性と女性であるが、フェルメールは座っている女主人の背後に女中が立っている構図である。
ピーテル・デ・ホーホは『戸口越しの眺め』という画題で呼ばれる半分開いた扉とそこから見える風景というモチーフを用いた。フェルメールとデ・ホーホを結びつける直接の文書は聖ルカ組合の登記簿であるが、ジョン・マイケル・モンティアスによるとフェルメール家の公証人をつとめたフランス・ボーヘルトの記録のなかに、フェルメールの義母マリア・ティンスの名前とともにデ・ホーホの名前が出てくると指摘する。デ・ホーホは自宅の近所をときどき描いておりデルフトの旧教会の塔が描かれているものがみられる。またデ・ホーホはデルフトの旧教会から100m以内の場所にある旧ヒエロニムスダール修道院へつながる通路である聖ヒエロニムスポールトの入口にある1614年の年号が刻まれた石の表札ないし銘板がみられる絵、すなわち『デルフトの中庭』など2点を描いている。そのうち1点にはクレイパイプを吸うひげを生やした男と金属製のビールジョッキをもつ男、そのかたわらにワイングラスを片手に持って立っている女が描かれている。作家のアンソニー・ベイリー (w:Anthony Bailey) はフェルメールとデ・ホーホが話していてフェルメールの妻カタリーナがそばにいるのを描いたのではないかと考えている。デ・ホーホの絵には母親と子供がよく描かれ、母親が家事を切り盛りする姿や温かさといった美徳ないし理想像や、子供の躾や教育にからめた題材が選ばれていることがわかる。

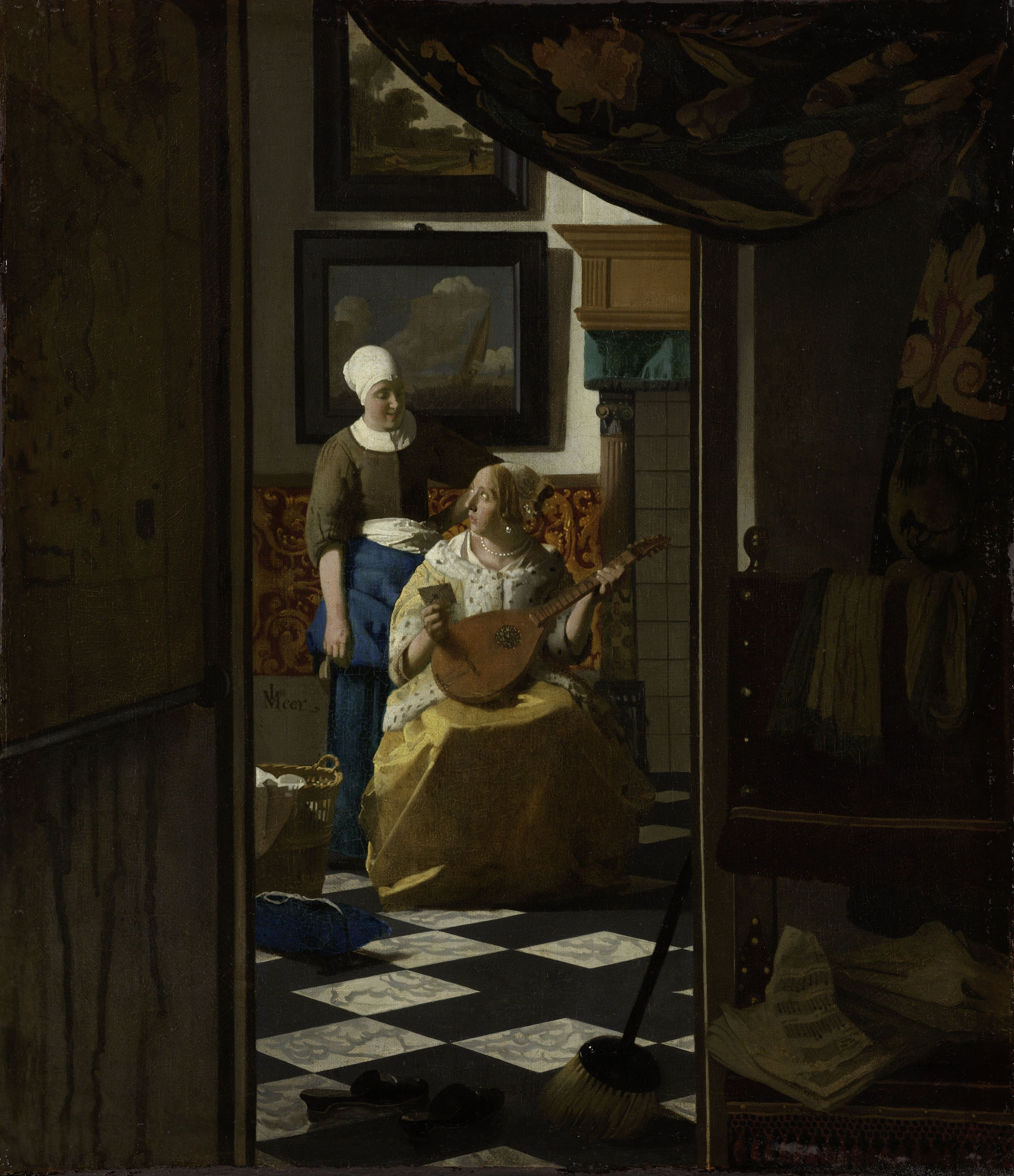
フェルメール『恋文』（アムステルダム国立美術館, アムステルダム, 1670年頃）
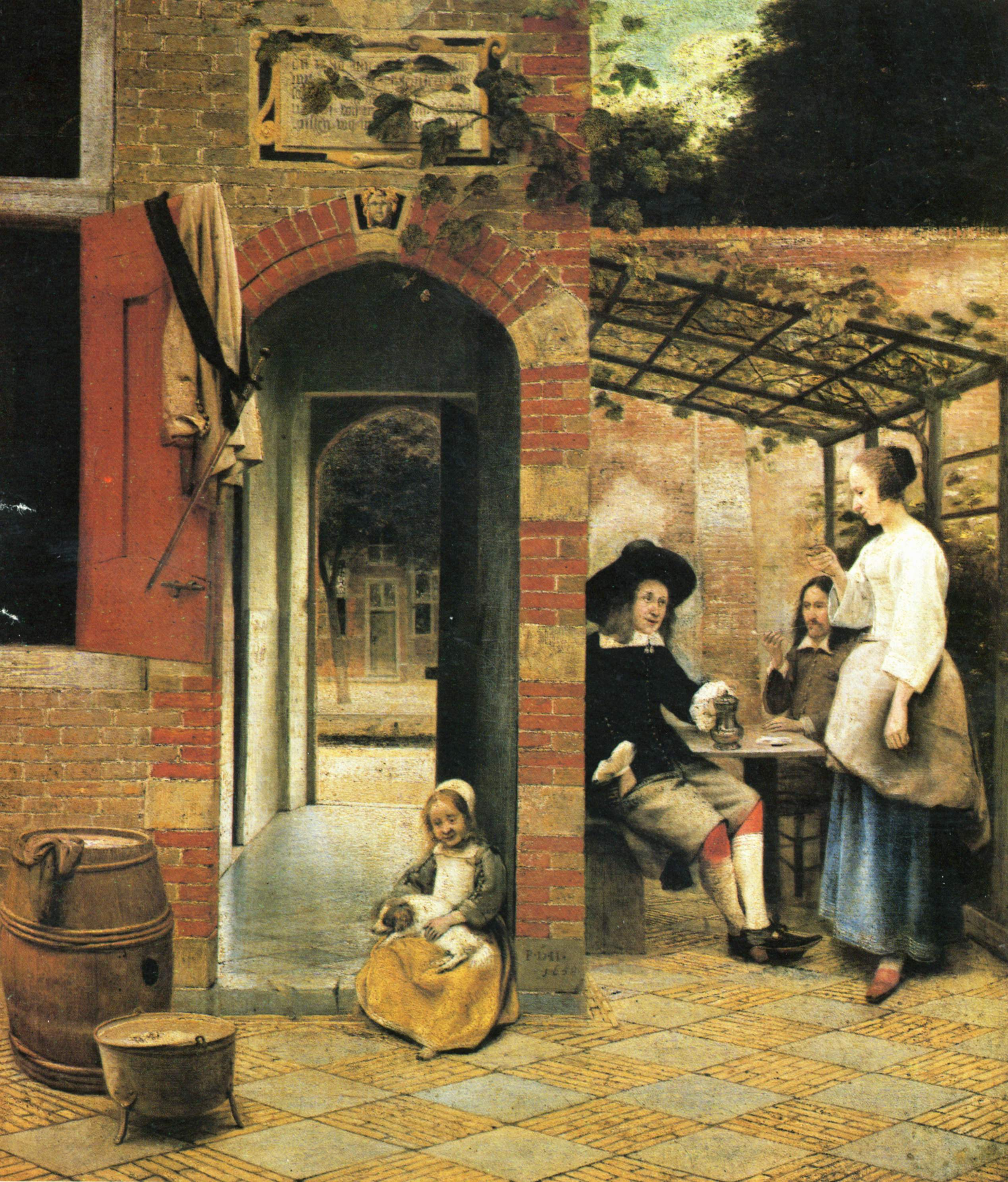
『あずまやのある中庭で酒を飲む人々』（Figures Drinking in a Courtyard, 個人蔵, 1658年）。旧ヒエロニムスダール修道院へつながる通路である聖ヒエロニムスポールトの入口にある1614年の年号が刻まれた石の表札ないし銘板がみられる絵である。すなわち『デルフトの中庭』と同じ場所を描いている。
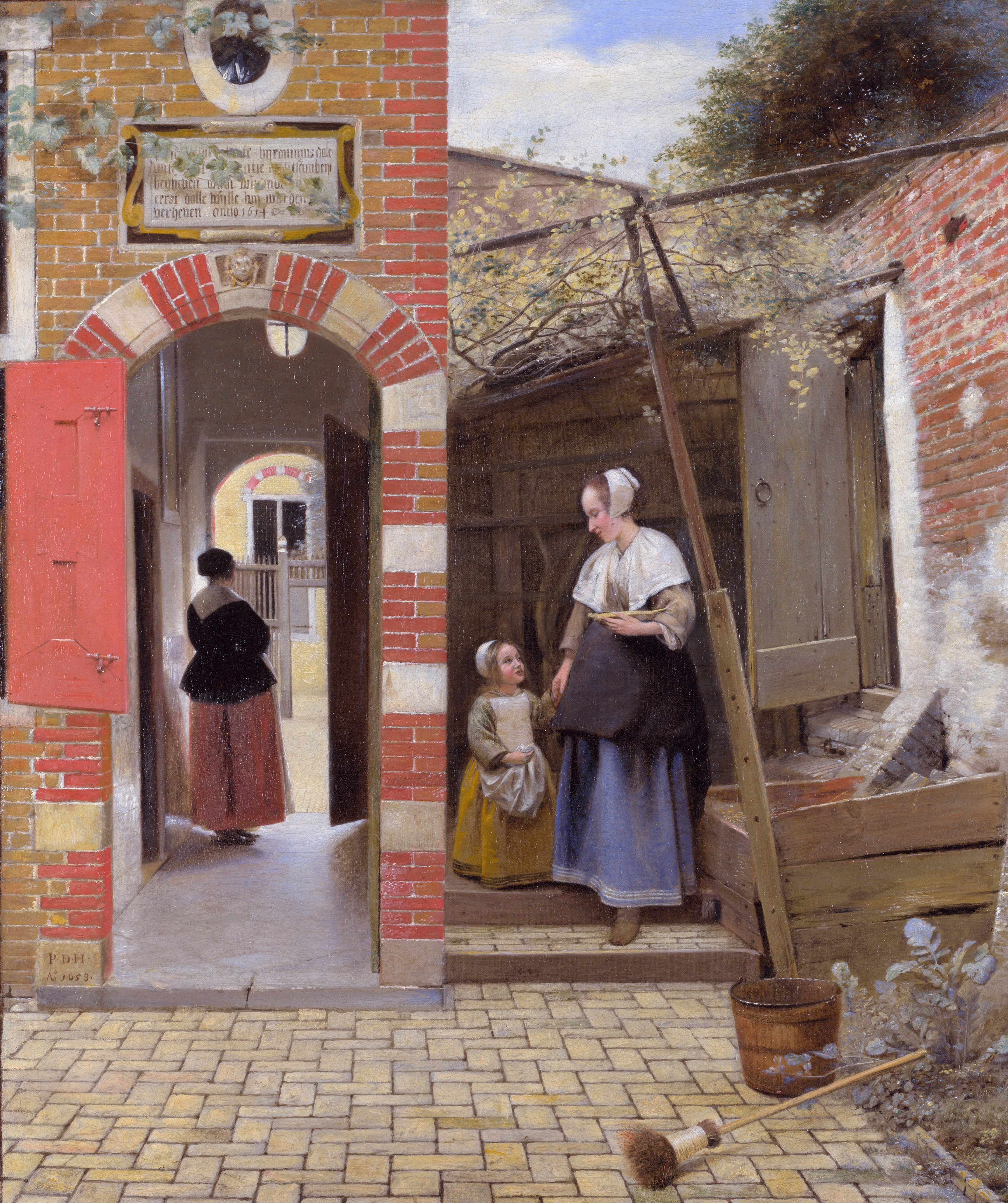
『デルフトの家の中庭』(ロンドン・ナショナル・ギャラリー, 1658頃)
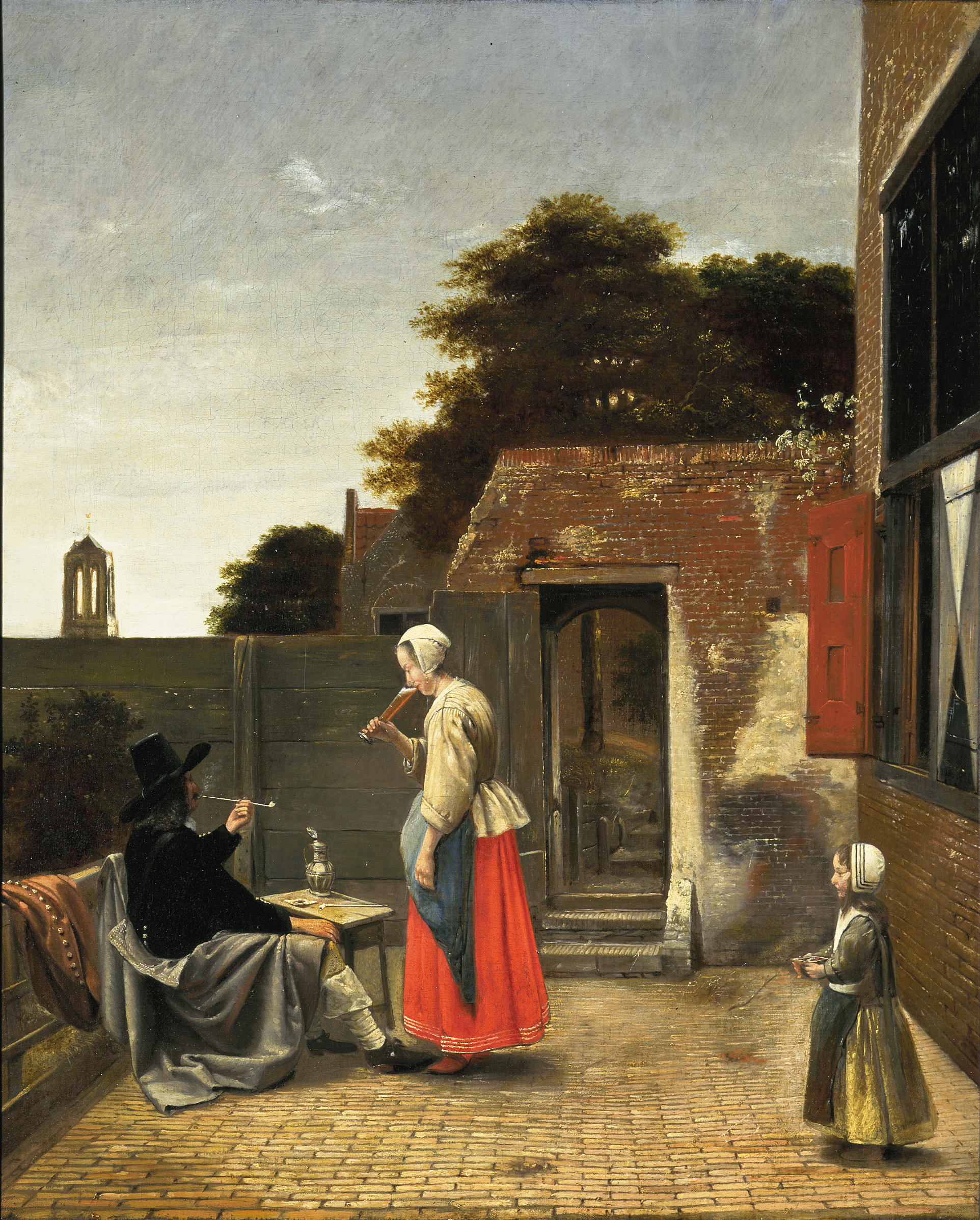
『中庭で喫煙する男と飲酒する女』(マウリッツハイス美術館, ハーグ, 1658-1660)

1661年以降のアムステルダム時代には流行の娯楽を楽しむ上流階級の生活を描くことが中心となり、上品ではあるが、美術史的にはデルフト時代のもののほうが意義があり、優れていると評価されている。

## デ・ホーホの透視画法（遠近法）
サットンは確実な証拠はないがデ・ホーホがレンガ職人の棟梁であった父親から透視画法に関連する実践的な技術について影響を受けたかもしれないと控えめに推測する。修復家のユルゲン・ウェイドム(Jorgen Wadum)はデ・ホーホやフェルメールの絵にはピンの穴があり、画面上に任意の一点を定めて消失点とし、消失点を通って水平になるよう左右に設定した遠隔点にもピンを打って細いチョークをまぶしたひもを張って、それをはじいてキャンバスに薄い線を引いたのではと考えている。ウェイドムはデ・ホーホの絵には少なくとも10数枚くらいの絵には確実に見つけられると指摘する。そのようなピンの穴はロンドンのナショナル・ギャラリーにある『デルフトの中庭』、アウロラ美術基金の『a woman with a baby in her lap and small child（ひざに赤ん坊を抱えた女性と小さな子供）』、ウォレス・コレクションにある『戸口で母にかごを渡す少年』、ヴァルラフ・リヒャルツ美術館にある『オウムと男女』、アムステルダム国立美術館にある『女性と手紙を持つ若い男』にもみられる。国立美術館の作品やアウロラ美術基金の作品の絵は目を細めれば観察することができるが、大部分のピンの穴はレントゲン写真を使わないと見つけることができない。
遠隔点をつかうことによって複雑な計算とか計ったりとかしないで直交する点を求めて絵の中に床のタイルを描くことができたり、絵の中の奥行きを調整することができたと思われる。ひもをはじいて引いた薄い線は絵が完成するまで画面のバランスを保つのに役立った。デ・ホーホはチョークをまぶした線をいくつか選んで、定規で石墨や絵の具を用いてなぞったと思われる。たくさんのチョークの線のうち絵を作っていく過程で消された線があり、選択的に残されたわずかな線を赤外線写真で見つけることができる。
ルーヴル美術館の『酒を飲む女』、アウロラ美術基金の『膝に赤ん坊を抱える女と小さな子供』、アムステルダム国立美術館の『食料貯蔵室の召使と子供』はデ・ホーホが透視画法について実験的に描いた絵で、相対的に広い見かけの角度から急激に空間の奥に入っていくのはデ・ホーホの遠隔点の間隔が狭いために、しばしば45°より広い視野から急激に狭くなるのである。そのため、画面手前の床のタイルにゆがみがあるようにみえる。しかしデ・ホーホはこの問題をまもなく解決し、1658年に描いた二つの「デルフトの中庭」を描いた作品で視野の角度を32゜から34゜に変えた。ナショナル・ギャラリーにある『Merry Company』やデ・ヤング美術館にある『こどもに乳をあたえる女、子供と犬』の絵の背景では視野の角度をさらに小さくしてわずか24゜前後に絞った。デ・ホーホの後期の絵には以前のような広い視野の角度を用いる絵はまれで彼が遠隔点を外側に動かすことでより自然な構図の絵になることを理解していたことを示している。ユルゲン・ウェイドムはフェルメールの絵にも似た傾向があることを指摘している。しかしフェルメールよりもデ・ホーホのほうが10年以上も早く透視画法（遠近法）を自分のものとして消化したことがうかがわれる。フェルメールが水平な線を低くするのに時間がかかったのに対し、デ・ホーホは自分のイメージのなかで水平な線の位置に構図の中心点を的確に設定していた。

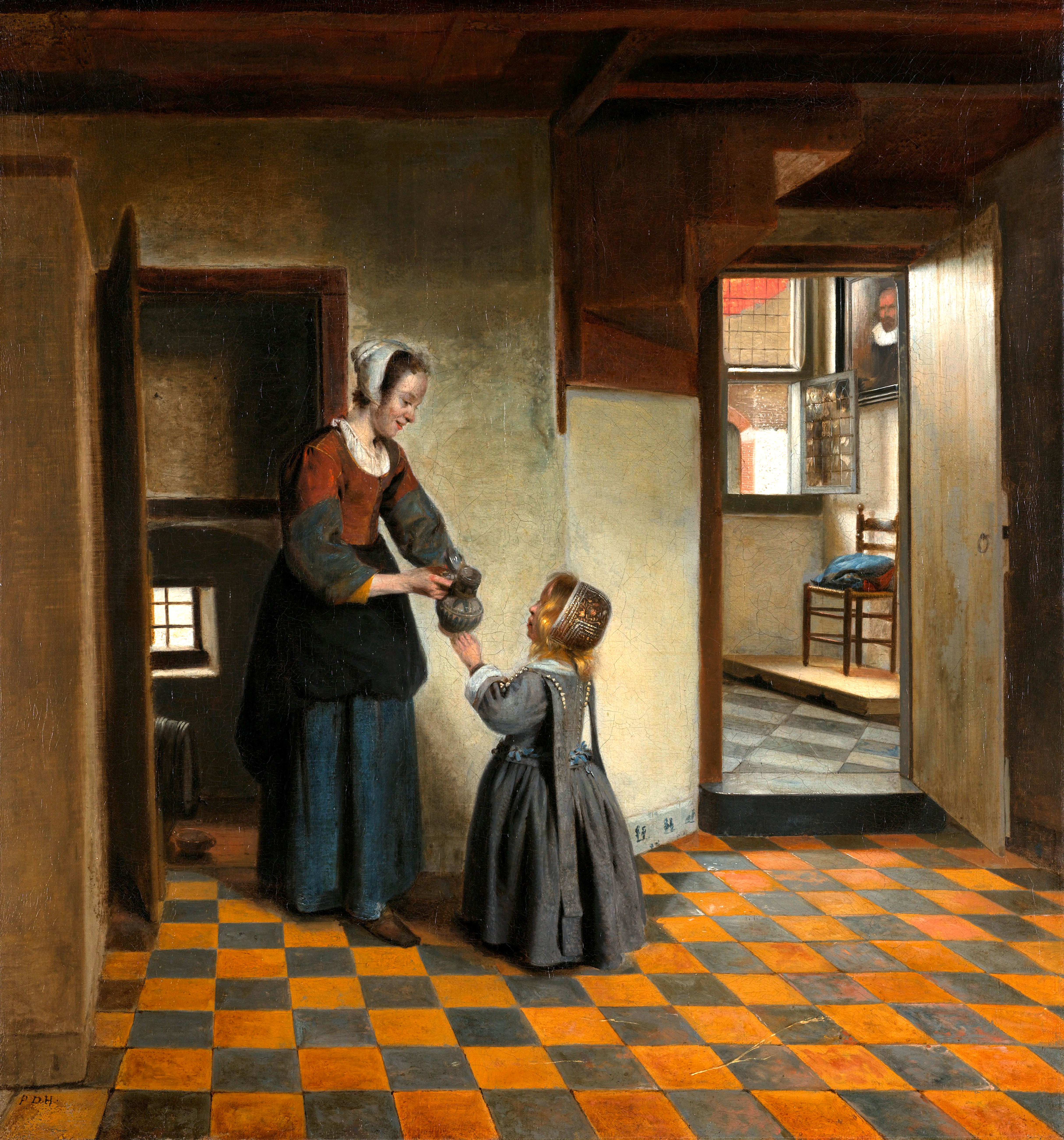
『食料貯蔵室の召使と子供』（アムステルダム国立美術館, 1658頃）
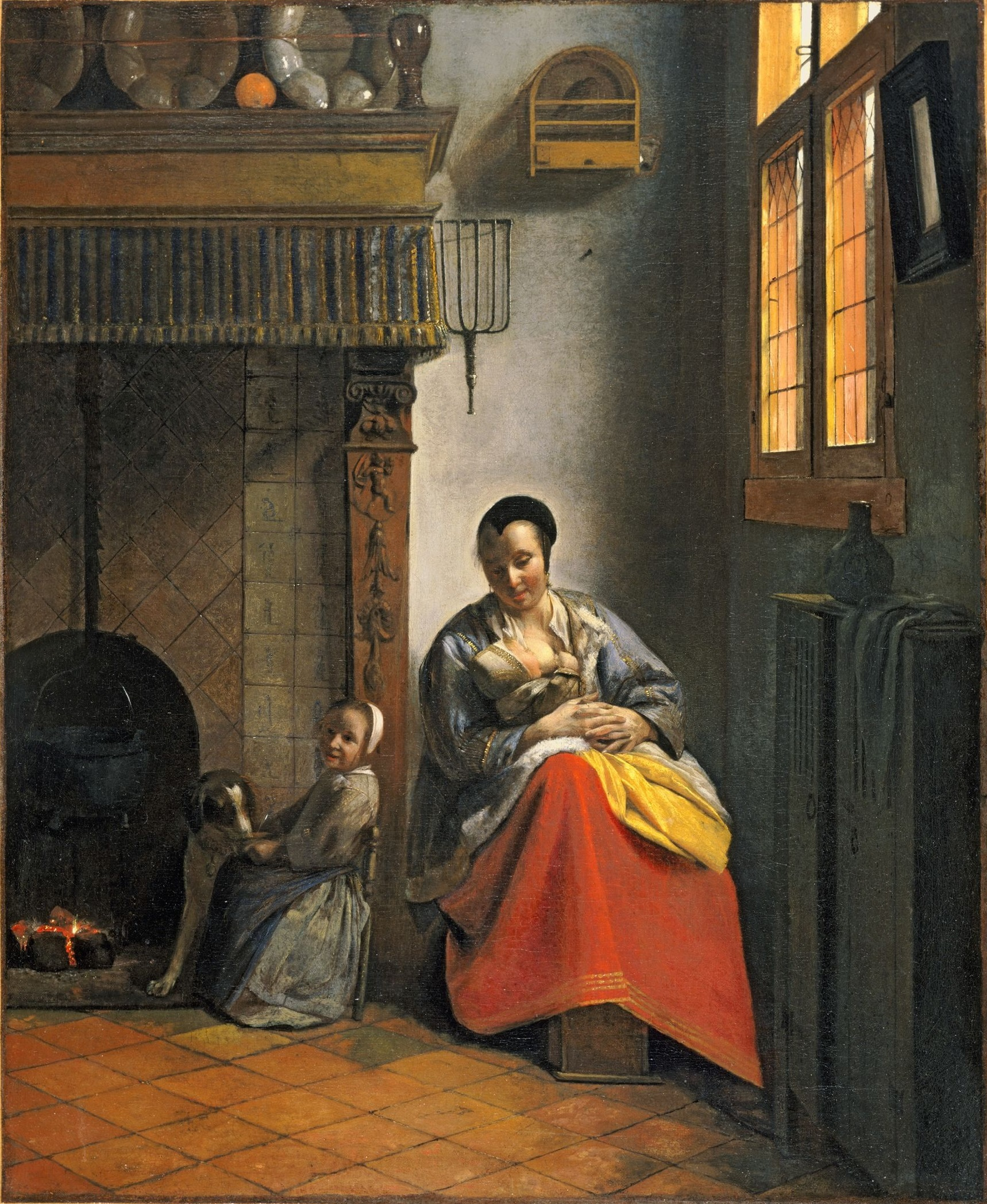
『こどもに乳をあたえる女、子供と犬』（Woman Nursing an Infant, with a Child and a Dog, デ・ヤング美術館, 1658-60年頃）

ウェイドムは、フェルメールの描くタイルはしばしば菱形になったが、デ・ホーホは対角線の方向をとらえて正方形のタイルを描いていたことを指摘する。デ・ホーホはさらに遠近法について実験的な試みを行っている。一つの絵のなかに二つの消失点と水平な平行線を設定している例として、ルーヴル美術館の『酒を飲む女』には一つ目の消失点が立っている男の右手にあり、二つ目の消失点は奥の二つめのさらに向こうにある金庫にある。ロンドンのナショナル・ギャラリーにある1658年の中庭の風景には手前のブロックの面と奥の通路の面がわずかに異なった面であることを表現するために、わずかに異なった位置にある互いに平行で水平な線と消失点を用いている。ケルンのヴァルラフ・リヒャルツ美術館にある『オウムと男女』では、デ・ホーホは巧みに二つ目の戸口に二つの水平な線の一つを交差させて透視画法（遠近法）を維持できるよう工夫している。線を用いた透視画法（遠近法）に厳密に適合させようとするフェルメールに対し、デ・ホーホははるかに多くの空間的表現が視線の動きになじんで錯覚を起こさせるような工夫をしている。デ・ホーホはエマヌエル・デ・ウィッテと親しかったが、ウィッテは教会堂の内部をより印象的にみせ空間について錯覚を起こさせる、より汎用性のある方法を用いた人物である。このような錯覚については遠近法の専門書にも記載があり、17世紀にはそのような面からも遠近法の研究から影響をうけた色の明暗、色調を巧妙に変化させたり物の大きさや配置を組み合わせて絵全体を作っていくhoudingという概念が盛行していた。

## 主な作品一覧
- 『寝室』 （Bedroom, The） - c.1658-60 (キャンバス), ワシントン・ナショナルギャラリー
- 『戸口で母にかごを渡す少年』（Boy Handing a Woman a Basket in a Doorway, A） - 1660-1663年頃、 (カンヴァス)、 ウォレス・コレクション、ロンドン
- 『陽の当たる部屋でトランプをする人々』- 1658 (カンヴァス)、ロイヤル・コレクション
- 『豪華な部屋でカード遊びをする人々』- 1663年-1665年頃 (カンヴァス)、 ルーヴル美術館 、パリ
- Card Players at a Table - c.1670-74 (カンヴァス)
- Children in a Doorway, with 'Colf' Sticks - c.1658-60 (panel)
- Couple in the Morning - 1665 (カンヴァス)
- 『オウムと男女』（Couple with a Parrot） - 1675年頃、(油彩、カンヴァス)、ヴァルラフ・リヒャルツ美術館、ケルン
- A Couple with Musicians in a Hall - 1663-65 (カンヴァス)
- 『アムステルダム市庁舎内の散策』 - c.1663-65 (カンヴァス)、ストラスブール美術館
- 『オランダの中庭』 - 1658年 (油彩)、ナショナル・ギャラリー (ワシントン)
- 『デルフトの家の中庭』 - 1658年 (カンヴァス), ロンドン・ナショナルギャラリー
- Courtyard with Lady and Serving Maid - c.1660-63 (カンヴァス)
- Family Portrait on a Terrace - 1667 (カンヴァス)
- Figures Drinking in a Courtyard - 1658 (Canvas on panel)
- Game of Skittles - c.1665 (油彩)
- Garden Scene with Woman Holding a Glass of Wine, and a Child - c.1658-60
- Guardroom with Smiling Officer, Fluteplayer, and Soldiers - ???? (panel)
- Interior of a Dutch House - 1658年頃、 (油彩、カンヴァス)、 ロンドン・ナショナルギャラリー
- 『アムステルダム市庁舎の評議会室』 - c.1663-65 (カンヴァス)、ティッセン＝ボルネミッサ美術館、マドリード
- 『若い男女と犬のいる室内』- c. 1660-1665年 (カンヴァス)、 メトロポリタン美術館
- A Man Offering a Woman a Glass of Wine - c.1650-55 (panel)
- 『女に手紙を読む男』（A Man Reading a Letter to Woman） - 1670-74年頃、 (油彩、カンヴァス)、個人蔵
- A Man with Dead Birds, and Other Figures, in a Stable - c. 1655 (オーク材の板に油彩)、 ロンドン・ナショナルギャラリー
- Merry Company - c.1663-65 (canvas)
- Merry Company with a Man and Two Women - c.1668-70 (カンヴァス)
- A Merry Company with Two Men and Two Women - c.1657-58 (カンヴァス)
- The Merry Drinker - c.1650 (panel)
- The Minuet - ???? (カンヴァス)
- Mother and Child with a Serving Woman Sweeping - c.1655-57 (panel)
- 『母親と赤ん坊のいる室内』（Mother and Child with a Serving Woman Sweeping） 1655-58頃、 (カンヴァス) ロンドン、ウェーナー（Wernher）コレクション
- 『母親の義務-母の膝にあたまを預ける子供』（A Mother and Child with Its Head in Her Lap） - c.1658-60 (カンヴァス) 、アムステルダム国立美術館
- Mother and Child with Schoolboy Descending a Stair - 1668
- Mother and Infant with Maidservant and a Child - c.1663-65 (カンヴァス)
- 『広間での音楽会』- c.1663-65 (カンヴァス)、 ライプツィヒ造形美術館
- 『中庭での合奏』（Musical Party in a Courtyard） - 1677年 (油彩、カンヴァス)、ロンドン・ナショナルギャラリー
- Musical Party on a Terrace, with the Town Hall - c.1667 (カンヴァス)
- Musical Party, A - 1674 (カンヴァス)
- An Officer and a Woman Conversing, Soldier at the Window - c.1663-65 (カンヴァス)
- A Party of Figures Around a Table - c.1663-65 (カンヴァス)
- 『女主人への支払い』 -1670年代半ば (カンヴァス)、 メトロポリタン美術館
- 『無名の家族、または一団の集団肖像画』 - 1658-60年 (油彩、カンヴァス)、ウィーン美術アカデミー
- Portrait of a Family Making Music - 1663 (カンヴァス)
- Portrait of the Jacott-Hoppesack Family - c.1670 (カンヴァス)
- Saint Peter Liberated from Prison - c.1650-55 (panel)
- Seated Couple with a Standing Woman in a Garden, A - c.1663-65 (カンヴァス)
- Seated Soldier with a Standing Serving Woman, A - c.1652-55 (panel)
- 『空のグラス』 - 1650-55年頃 (板)、ボイマンス・ヴァン・ベーニンゲン美術館
- Soldier, Woman, and Messenger - c.1654-57
- （Soldiers and Serving Woman with Card Players）- c.1665 (油彩、カンヴァス)
- Soldiers Playing Cards - 1657-58 (板)
- Soldiers with a Flute Player and a Serving Woman - ???? (板)
- Sportsman and a Lady, A - 1684 (カンヴァス)
- Standing Woman Holding an Infant, with a Woman Beside a Candle - ???? (カンヴァス)
- 『トリックトラック遊び』（Trac-Trac Players） - c.1652-55 (板に油彩) 、アイルランド国立美術館
- Two Couples Embracing - c.1673-75 (カンヴァス)
- 『二人の兵士と給仕する女、トランペット奏者』-1650-55年頃 (板)、チューリッヒ美術館
- 『中庭の二人の女と子供』（Two Women and a Child in a Courtyard） -1657-58 年頃、(板に油彩) 、トレド美術館[8]
- Two Women and a Man Making Music - 1667
- 『リネン箪笥の側に立つ女性たちのいる室内』 - 1663年、(カンヴァス)、アムステルダム国立美術館
- Two Women in a Courtyard - c.1657-60 (カンヴァス)
- Woman and a Young Man with a Letter, A - 1670年 (カンヴァス)
- Woman and Child in a Bleaching Ground, A - -1657-59年頃、(カンヴァス)
- 『食料貯蔵室の召使と子供』 -1658年頃 (カンヴァス) 、アムステルダム国立美術館
- Woman and Child with a Parrot - 1673年
- A Musical Conversation - 1674年、 ホノルル美術館
- 『中庭の女と召使』 - c. 1660-1661 (カンヴァス)、ロンドン・ナショナルギャラリー
- Woman Carrying a Bucket and Broom in a Courtyard - ???? (カンヴァス)
- 『二人の男と飲む女』 - 1658年 (油彩、カンヴァス)、ロンドン・ナショナルギャラリー
- Woman Feeding a Parrot, with a Man and Serving Woman - ???? (カンヴァス)
- 『ゆりかごの横で胴着を結ぶ女性』 - c.1661-63 (カンヴァス)
- Woman Nursing an Infant, with a Child and a Dog - c.1658-60 (カンヴァス)、デ・ヤング美術館
- 『リンゴの皮を剝く女性』 - 1663年頃、(カンヴァス)、ウォレス・コレクション、ロンドン
- A Woman Preparing Bread and Butter for a Boy - c. 1660-1663, J・ポール・ゲティ美術館、ロサンゼルス
- Woman Preparing Vegetables - ???? (panel)
- Woman Reading a Letter by a Window - 1664 (カンヴァス), ブダペスト西洋美術館
- Woman Reading a Letter, and a Man at a Window, A - c.1668-70 (Canvas on panel)
- Woman Reading, with a Child, A - c.1660-63 (カンヴァス)
- Woman Receiving a Letter from a Man, A - c.1668-70 (Canvas on panel)
- Woman with a Baby in Her Lap, and a Small Child, A - 1658 (panel)
- Woman with a Basket in a Garden, A - c.1651 (カンヴァス)
- Woman with a Lute and a Man with a Flute, A - ???? (カンヴァス)
- 『金貨を秤る女』 c.1664 (カンヴァス)、絵画館 (ベルリン)
- Wounded Man - c.1667 (カンヴァス)
- 『女の使用人に硬貨を渡す女主人』、1668-72年頃（油彩、カンヴァス）、ロサンゼルス・カウンティ美術館
- 『針仕事をする女と子供』、1668年頃（油彩、カンヴァス）、ティッセン＝ボルネミッサ美術館、マドリード

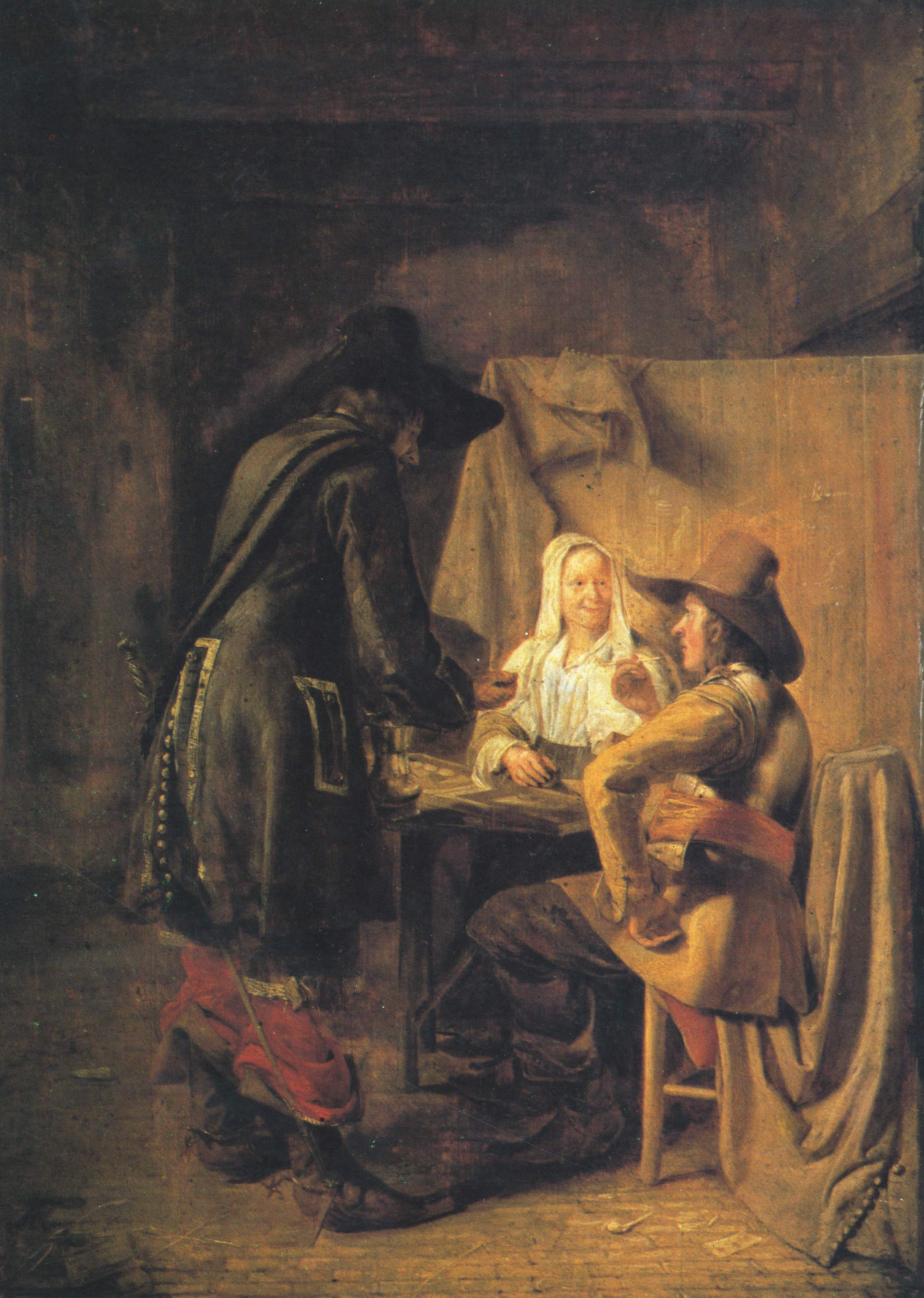
『トリック・トラック遊び』(1652-55年頃)
『オランダの中庭』(1658-1560年頃) ナショナル・ギャラリー (ワシントン)
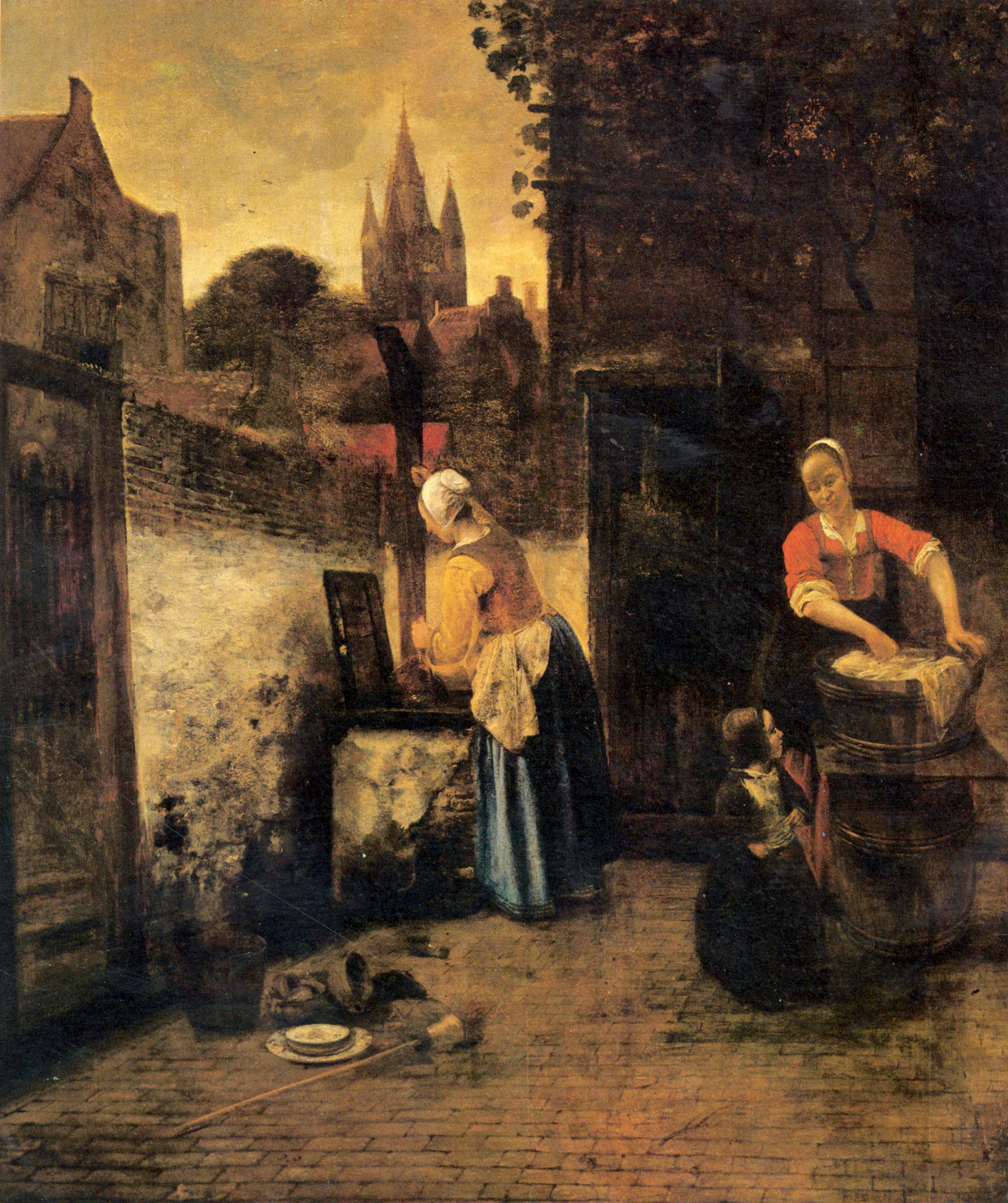
『中庭の二人の女と子供』(1657-58年頃)
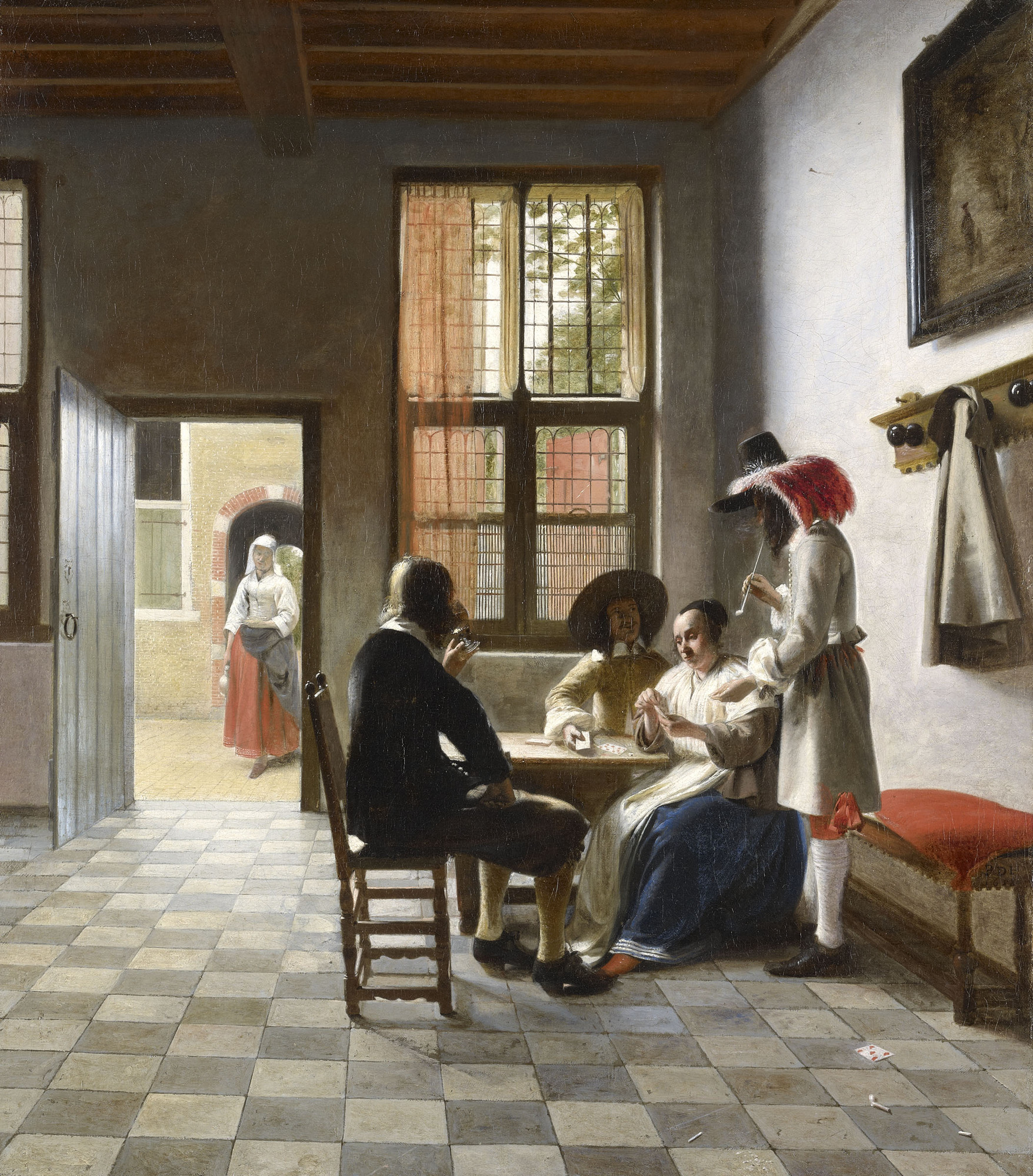
『陽の当たる部屋でトランプをする人々』(1658年)
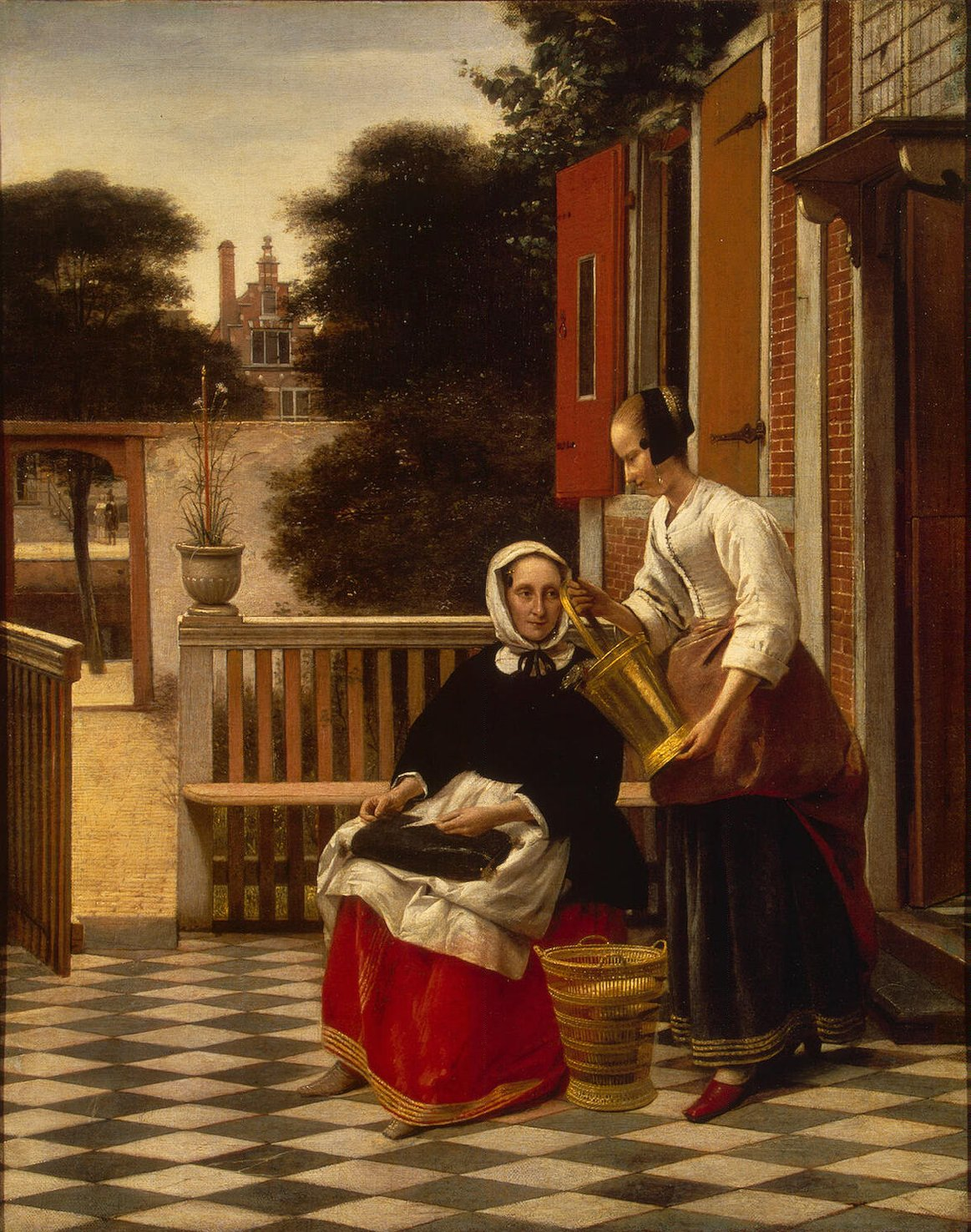
『女主人と召使』(1660年頃) エルミタージュ美術館
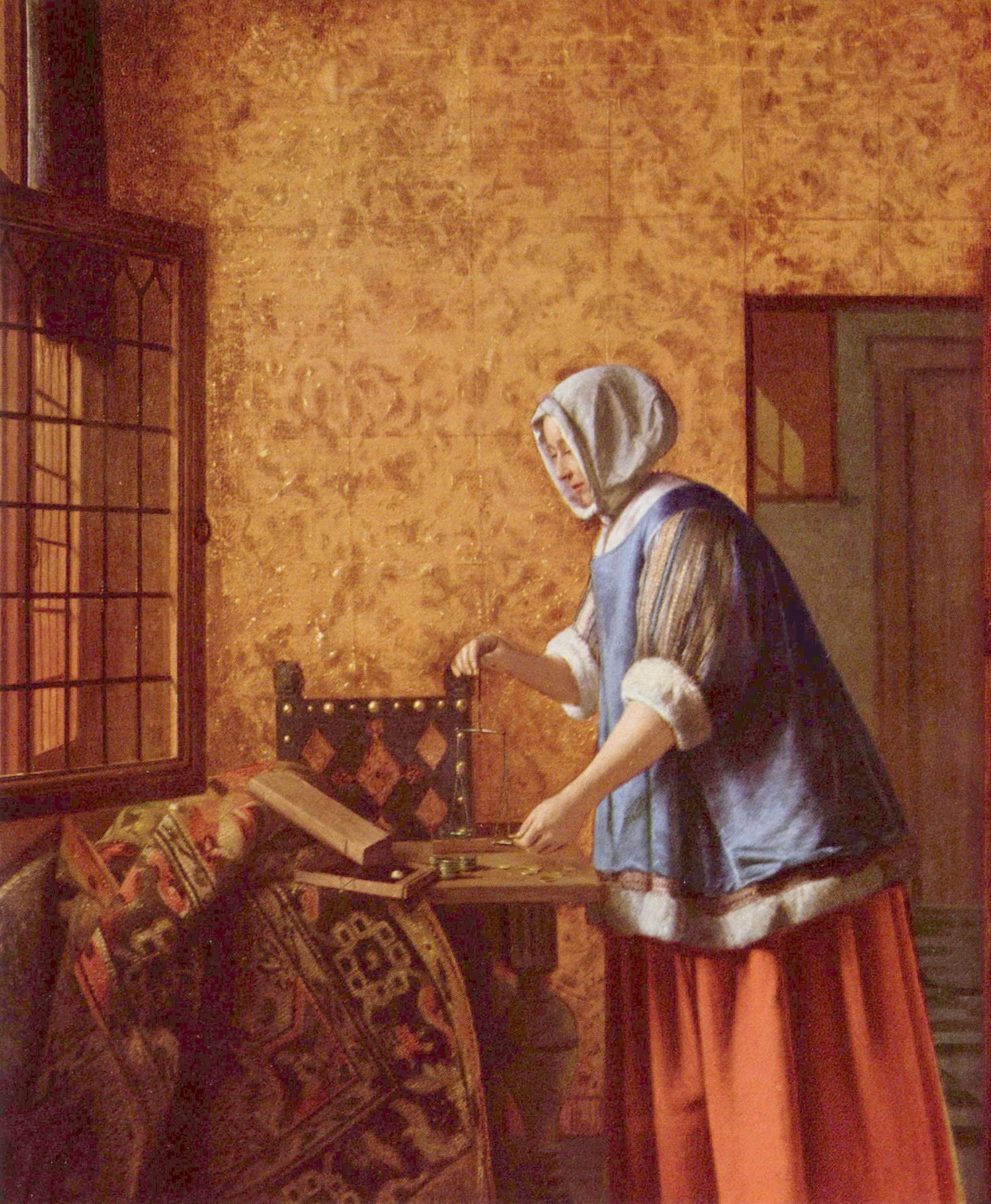
『金貨を秤る女』 (1664年頃) (カンヴァス) 絵画館 (ベルリン)